# Pedesina
Pedesina és un municipi situat al territori de la província de Sondrio, a la regió de la Llombardia, (Itàlia). Amb 33 habitants és el municipi menys poblat d'Itàlia.
Pedesina limita amb els municipis de Bema, Gerola Alta, Premana, Rasura i Rogolo.